# Волиця (Грубешівський повіт)
Волиця (пол. Wolica) — село в Польщі, у гміні Грубешів Грубешівського повіту Люблінського воєводства. Населення — 239 осіб (2011).

## Історія
За даними етнографічної експедиції 1869—1870 років під керівництвом Павла Чубинського, у селі проживали греко-католики, які розмовляли українською мовою.
У 1921 році село входило до складу гміни Дяконів Грубешівського повіту Люблінського воєводства Польської Республіки.
20 квітня 1944 року польські шовіністи вбили в селі 7 українців.
У 1975—1998 роках село належало до Замойського воєводства.

## Демографія
За даними перепису населення Польщі 1921 року в селі налічувалося 37 будинків та 229 мешканців, з них:
- 111 чоловіків та 118 жінок;
- 155 православних, 74 римо-католики;
- 153 українці, 76 поляків.

Демографічна структура станом на 31 березня 2011 року:
|          | Загалом | Допрацездатний вік | Працездатний вік | Постпрацездатний вік |
| -------- | ------- | ------------------ | ---------------- | -------------------- |
| Чоловіки | 129     | 27                 | 86               | 16                   |
| Жінки    | 110     | 15                 | 57               | 38                   |
| Разом    | 239     | 42                 | 143              | 54                   |